# Mode (statistiques)
Pour les articles homonymes, voir Mode.
En statistique, le mode, ou valeur dominante, est la valeur la plus représentée d'une variable quelconque dans une population donnée. Une répartition peut être unimodale ou plurimodale (bimodale, trimodale…), si deux ou plusieurs valeurs de la variable considérée émergent également, voire sans aucun mode (distribution uniforme) si toutes les valeurs de la variable considérée émergent également.
Dans le cas d'une répartition en classes d'amplitudes égales, la classe modale désigne celle qui a le plus fort effectif. La convention est d'appeler mode le centre de la classe modale. Si les classes sont d'amplitudes diverses, il convient de relativiser pour désigner ce paramètre. La classe modale est alors celle qui a la plus forte densité.
Dans le domaine des probabilités, le mode d'une variable aléatoire X est la valeur la plus vraisemblable. C'est l'argument du maximum de {\displaystyle p(x)=\mathbb {P} [X=x]} pour les variables aléatoire de loi de probabilité discrète ou l'argument du maximum de la densité f(x) pour les variable de loi de probabilité absolument continue.

Le mode xm est tel que p(xm) ≥ p(x) ou f(xm) ≥ f(x) pour tout x ≠ xm tous deux dans le support de la loi.

## Comparaison entre moyenne, médiane et mode

Visualisation du mode, de la médiane et de la moyenne d'une densité de probabilité.

| Type                   | Description | Exemple             | Résultat |
| ---------------------- | --- | ------------------- | -------- |
| Mode                   | Valeur la plus représentée dans la liste. | 1, 2, 2, 3, 4, 7, 9 | 2        |
| Médiane (statistiques) | Valeur telle qu'il y a autant de valeurs plus grandes que de valeurs plus petites.                                                               | 1, 2, 2, 3, 4, 7, 9 | 3        |
| Moyenne arithmétique   | Somme des valeurs de l'échantillon divisée par le nombre de valeurs : {\displaystyle \scriptstyle {\bar {x}}={\frac {1}{n}}\sum _{i=1}^{n}x_{i}} | (1+2+2+3+4+7+9) / 7 | 4        |

### Utilisation
Le concept de mode peut s'appliquer à un ensemble de données nominales, contrairement à la médiane ou la moyenne : on peut déterminer le mot le plus représenté dans un texte. Le mode permet ainsi de déterminer la classe la plus représentée dans un sondage ou le vainqueur d'un vote pour une distribution unimodale.

### Détermination et unicité
Pour un ensemble fini, l'existence de la moyenne, de la médiane et du mode est toujours vérifiée, mais le mode (comme la médiane) ne sera pas nécessairement unique.
Certaines distributions n'ont aucun mode (comme la loi de Cantor).

### Propriétés
Dans les cas où les trois valeurs existent et sont uniques, elles vérifient :
- Si l'échantillon subit une transformation affine X → aX + b, la moyenne, la médiane et le mode suivent la même transformation.
- Le mode est très peu sensible aux donnés parasites (sauf pour des échantillons de tailles très réduite), comme la médiane. La moyenne est connue pour sa sensibilité.
- Il n'y a aucune règle précise sur l'ordre des valeurs pour une distribution continue unimodale quelconque. Cependant, dans les cas d'une distribution non symétrique proche d'une loi normale, Karl Pearson remarque qu'on peut faire l'approximation « médiane ≈ (2 × moyenne + mode)/3 »[3],[4]
- Pour une loi unimodale d'écart-type σ, la différence entre la moyenne et le mode vaut au maximum ±√3σ[5]